# DNMT1
DNMT1 (o ADN (citosina-5)-metiltransferasa 1) és un enzim que en els éssers humans està codificat pel gen DNMT1. És un enzim amb alta afinitat per les seqüències Hemimetilades i que té un paper molt important en el manteniment del patrons de metilació després del procés de replicació de l'ADN. També s'ha observat que pot metilar de novo residus no modificats.

## Funció
El gen DNMT1 s'expressa en tots el teixits, encara que els nivells més alts de mRNA es troben als testicles, aquest fet es relaciona amb la seva funcionalitat ja que està implicat en l'establiment i la regulació de patrons de metilació de citosines. La metilació CpG del DNA es un via de modificació epigenètica molt important als processos embriogènics, impressió genètica i inactivació del cromosoma X.

## Estructura del gen DNMT1
El gen DNMT1 se situa en el cromosoma 19, a la posició 13.2 i està constituït per 40 exons.
D'aquest gen s'han detectat 25 polimorfismes de corresponents a un sol nucleòtid.
El splicing alternatiu dona com a resultat múltiples variants de transcripció.

## Patologia associada
Existeix una relació entre els patrons de metilació aberrants trobats en diversos teixits tumorals i mutacions en el gen sintetitzador d'aquest enzim. A més a més la variació en aquest gen s'ha associat amb la atàxia cerebel·losa, sordera, narcolepsia, neuropaties sensorials hereditàries de tipus IE.